# Miguel Santos Moliner
Miguel Santos Moliner fou un sindicalista i polític socialista valencià. Espardenyer de professió, fou dirigent de la UGT i un dels fundadors del PSOE a Castelló de la Plana, amb el qual fou escollit regidor de l'ajuntament. El 1932 fou secretari de la Federació Nacional d'Obrers Espardenyers i Oficis Annexos d'Espanya de la UGT.
Després de les eleccions generals espanyoles de 1936 fou escollit alcalde de Castelló de febrer a maig de 1936. Després de la guerra civil espanyola fou condemnat a 30 anys de presó.